# Melissa yunnanensis
Melissa yunnanensis — вид квіткових рослин із родини глухокропивових.

## Морфологічна характеристика
Стебла ± прямовисні, ≈ 100 см, малорозгалужені, тонко запушені. Ніжка листка 5–20 мм. Листова пластинка від яйцюватої до ланцетно-яйцюватої, 20–50 × 8–30 мм, адаксіально запушена чи майже гола, абаксіально запушена, основа тупа чи сурцеподібна, край неправильно пилчастий, верхівка загострена. Плодоніжка ≈ 3 мм. Чашечка дзвінчаста, після цвітіння розширена, 8–12 мм, ворсинчаста. Віночок жовто-білий, до 1.5 см, запушений; середня частка нижньої губи округла, злегка перекривають бічні круглі частки. Горішки видовжено-яйцюваті. Період цвітіння: липень і серпень; період плодоношення: вересень.

## Середовище проживання
Зростає на південному сході Азії: Південно-Центральний Китай, Тибет
Населяє ліси й узлісся; на висотах від 2100 до 3200 метрів.